# Main-Post
Die Mediengruppe Main-Post ist das größte regionale Medienhaus in Unterfranken. Sie ist seit 2011 Teil der Mediengruppe Pressedruck in Augsburg, zu der unter anderem auch die Augsburger Allgemeine und der Südkurier, Konstanz gehören. Die Main-Post hat ihren Sitz in Würzburg. Chefredakteur ist seit Oktober 2022 Ivo Knahn. Mit einer Auflage von über 104.000 Exemplaren (verbreitete Auflage im ersten Quartal 2024, Print und ePaper) und einer monatlichen Online-Reichweite von 10 Mio. Visits und 22 Mio. Page Impressions (Juni 2024) ist die Mediengruppe Main-Post die am meisten genutzte Medienmarke in Unterfranken.
Die Main-Post geht zurück auf den 1883 gegründeten Würzburger General-Anzeiger. Die erste Ausgabe unter dem Titel Main-Post erschien am 24. November 1945. Heute erstellen in der Zentralredaktion in Würzburg sowie in den 13 Lokalredaktionen etwa 130 Redakteurinnen und Redakteure Lokalnachrichten für die Digital- und Printprodukte. Rund 1000 feste Mitarbeitende arbeiten in den Abteilungen Redaktion, B2B-Vermarktung, Lesermarkt, B2C, Technik und Verwaltung. Außerdem schreiben rund 600 freie journalistische Mitarbeitende für die verschiedenen Lokalredaktionen der Main-Post.  
Die Redaktion der Main-Post ist mehrfach ausgezeichnet worden, etwa mit dem Wächterpreis der deutschen Tagespresse und dem Konrad-Adenauer-Preis für Lokaljournalismus. Regelmäßig wird die Mediengruppe Main-Post beim European Newspaper Award für herausragende Zeitungsgestaltung und innovative Konzepte ausgezeichnet.

## Zeitungen

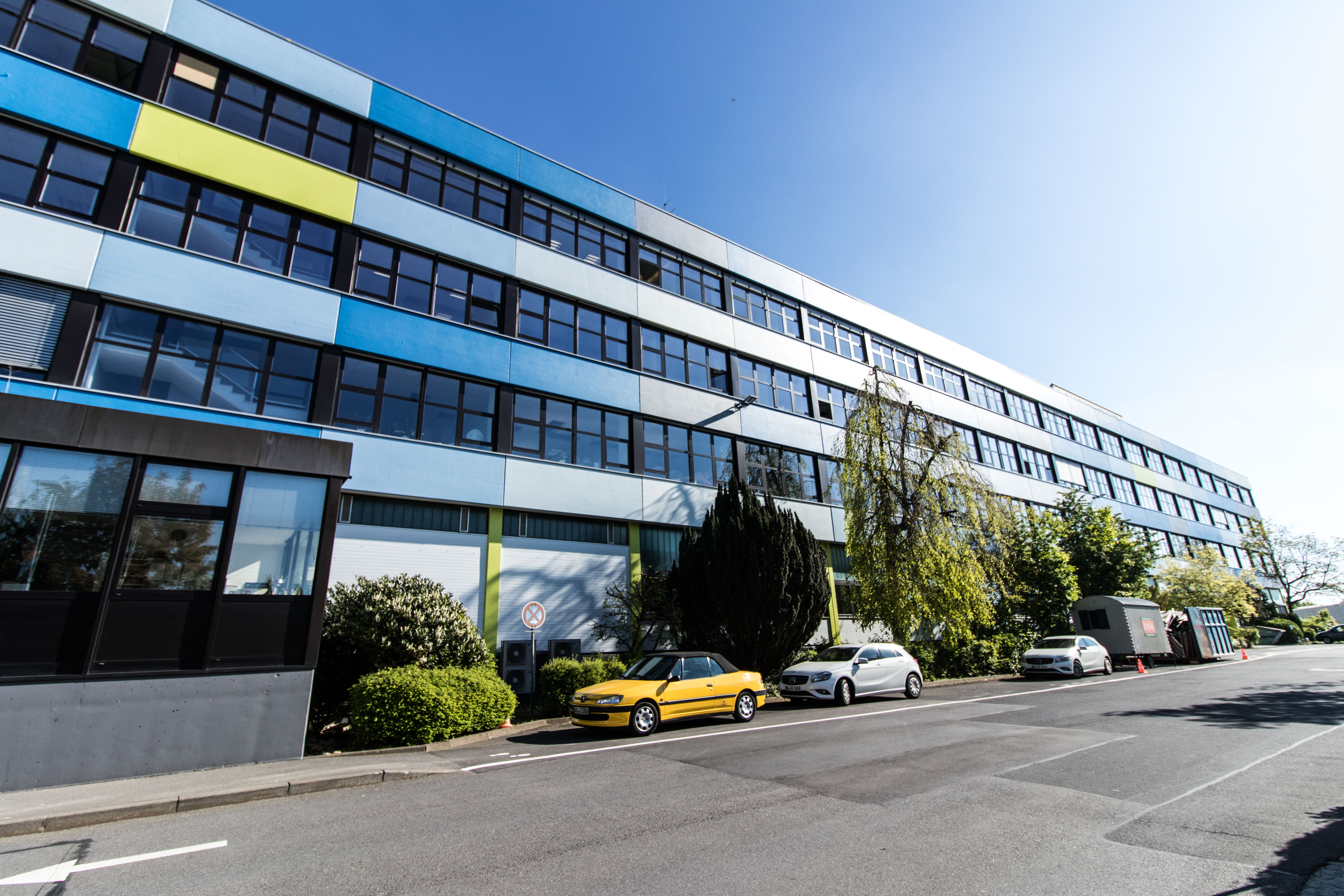
Das Hauptgebäude der Main-Post in Würzburg.

Zur Mediengruppe Main-Post gehören die früher selbständigen Tageszeitungen Main-Post, Schweinfurter Tagblatt, Schweinfurter Volkszeitung, Bote vom Haßgau, Haßfurter Tagblatt, Obermain-Tagblatt und Volksblatt (früher Fränkisches Volksblatt), Volkszeitung, Rhön- und Saalepost, Rhön- und Streubote, Obermain-Tagblatt, Die Kitzinger und der Wochentitel Werntal-Zeitung.
Ebenfalls gibt der Verlag unter anderem das Familienmagazin Mamamia heraus sowie sieben regionale Verbrauchermagazine, sechs Mal mit dem Titel markt, und die Wochenpost im Landkreis Haßberge mit wöchentlich insgesamt über 350.000 kostenlosen Exemplaren.  Von Anfang 2004 bis Anfang 2007 erschien von der Zeitungsgruppe Main-Post auch die Wochenzeitung Boulevard Würzburg. Die Wochenzeitung wurde weiterentwickelt zu neun7, einem Wochenmagazin für Menschen zwischen 20 und 35 Jahren. Für das Konzept von neun7 erhielt die Main-Post 2008 den Deutschen Lokaljournalisten-Preis der Konrad-Adenauer-Stiftung. Das Magazin wurde 2011 wurde eingestellt. 
Rund 1000 Personen arbeiten in den Abteilungen Redaktion, Anzeigenabteilung, Vertrieb, Technik und Verwaltung.

### Geschichte
Vorläufer der Main-Post war der von den Würzburger Brüdern Carl und August Richter im Mai 1883 gegründete Würzburger General-Anzeiger, welcher von der Druckerei Richter mit der ersten in Würzburg aufgestellten Rotationspresse gedruckt wurde. 1941 musste der Würzburger General-Anzeiger auf Druck der Nationalsozialisten sein Erscheinen einstellen. In den Produktionsstätten des Würzburger General-Anzeigers wurde nun die 1934 als Zeitung des NS-Gau Mainfranken erstmals erschienene Mainfränkische Zeitung gedruckt. Dieses Propaganda-Organ erschien letztmals am 31. März 1945, zwei Wochen nach der Zerstörung Würzburgs durch die Alliierten.
Die erste Ausgabe der Main-Post erschien am 24. November 1945. Unter diesem Namen lizenzierten die Alliierten in Würzburg eine überparteiliche Zeitung. Lizenznehmer waren Heinrich G. Merkel und Richard Seubert. Seit 1952 erscheint die Main-Post täglich.
In den folgenden Jahrzehnten wuchs die Main-Post immer mehr, Lokalausgaben kamen hinzu und deckten bald ganz Mainfranken ab. Im Stammsitz in der Würzburger Innenstadt, dem 1953 wiederaufgebauten Verlagsgebäude in der Sterngasse mit dem späteren Erweiterungsbau in der Plattnerstraße, wurde es zu eng. Im neu erschlossenen Stadtteil Heuchelhof entstand Anfang der 1970er Jahre Verlagsgebäude und Druckhallen für Zeitung und Fremdprodukte. Im September 1972 bezog dort die Firma Richterdruck ihr neues Betriebsgebäude. Seit 1974 wird dort die Main-Post gedruckt.
Die Töchter von Carl Richter veräußerten das Unternehmen Mainpresse Richterdruck (mit Main-Post und Fränkischem Volksblatt) 1991 an die Stuttgarter Verlagsgruppe Georg von Holtzbrinck. Diese wiederum verkaufte das Medienhaus mit Wirkung zum 1. Mai 2011 an die Mediengruppe Pressedruck in Augsburg (Augsburger Allgemeine).
Im Jahr 2000 übernahm die Mediengruppe den Steigerwald-Boten in Gerolzhofen. Seitdem wird dieser Titel als Main-Post mit der Unterzeile Volkszeitung und Steigerwaldbote weitergeführt. Am 1. April 2012 expandierte die Mediengruppe nach Oberfranken und erwarb den Verlag des Obermain-Tagblatt in Lichtenfels. Zum Jahresbeginn 2018 kam als weiterer Titel in Unterfranken das Haßfurter Tagblatt hinzu, das bis dahin in der Kreisstadt Haßfurt verlegt wurde. Am 1. April 2022 konnte die Mediengruppe die Rhön-Medien im Landkreis Rhön-Grabfeld übernehmen, zu denen die Rhön- und Saalepost in Bad Neustadt / Saale und der Rhön- und Streubote in Mellrichstadt gehören.
2024 kaufte der Mainpost-Verlag die Zeitung Die Kitzinger von der Mediengruppe Oberfranken.
Zum 31. Dezember 2024 verließ der langjährige Geschäftsführer und ehemalige Chefredakteur der Main-Post, David Brandstätter, das Unternehmen in den Ruhestand. Zu den Nachfolgern ernannt wurden Renate Dempfle und Bernd Riedel.

### Verbreitungsgebiet

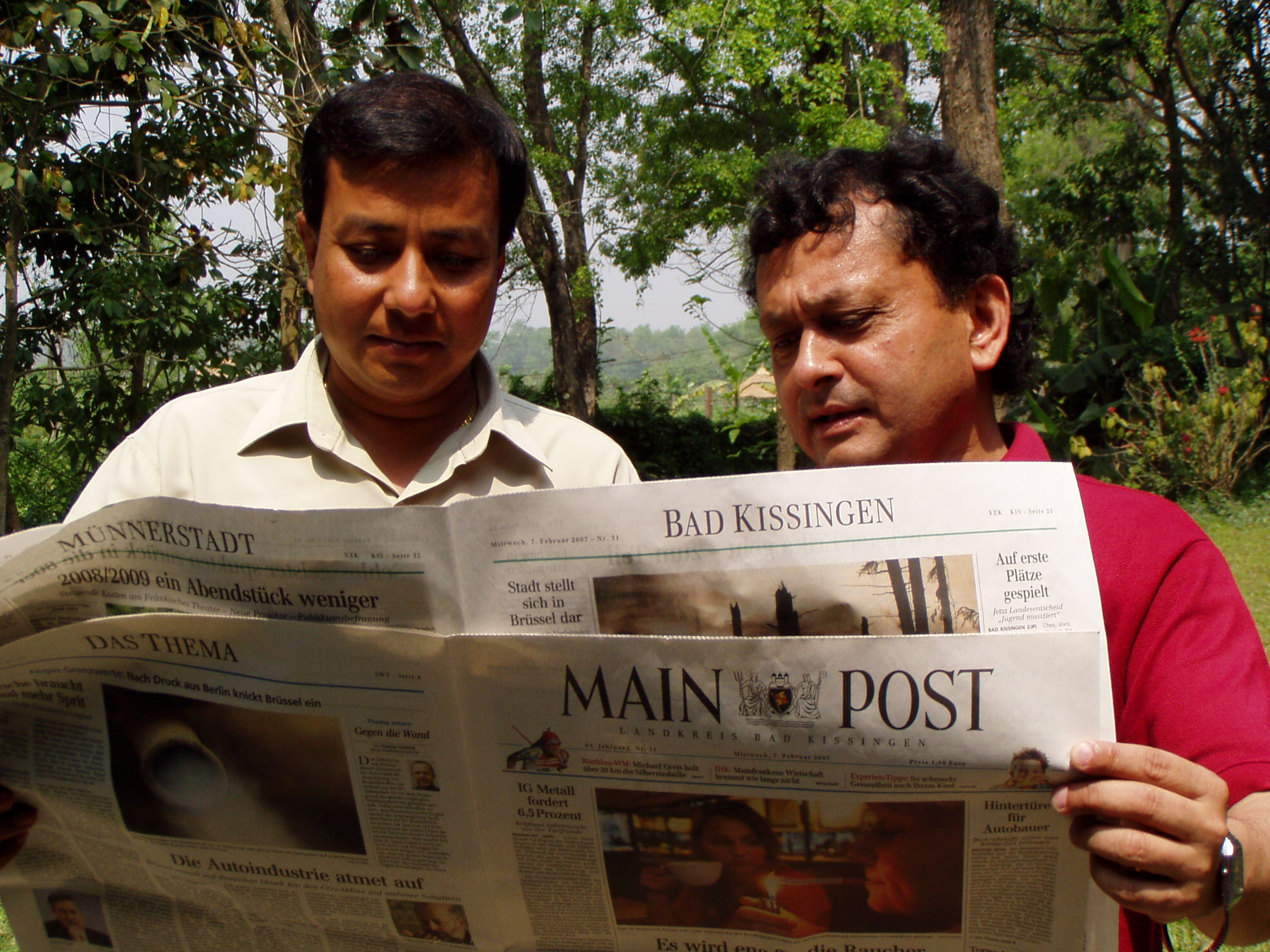
Main-Post-Leser in Nepal

In den Regionen Würzburg und Schweinfurt besitzt die Mediengruppe bei den Tageszeitungen eine Monopolstellung.
Der Zeitungstitel Main-Post wird, teilweise als Kopfblatt, in den Städten und Landkreisen Schweinfurt, Würzburg, Ochsenfurt, Kitzingen, Tauberbischofsheim, Main-Spessart (Lohr, Gemünden, Karlstadt, Marktheidenfeld), Bad Kissingen (Bad Brückenau, Hammelburg, Bad Kissingen), Rhön-Grabfeld (Bad Neustadt, Mellrichstadt, Bad Königshofen) und Gerolzhofen vertrieben. 
Das Schweinfurter Tagblatt erscheint im Raum Schweinfurt. Das Haßfurter Tagblatt deckt die Stadt Haßfurt und den Landkreis Haßberge ab. Die Zeitung Bote vom Haßgau erscheint im nördlichen Landkreis Haßberge. Der Zeitungstitel Volksblatt wird im Raum Würzburg, die Volkszeitung in der Region Schweinfurt verkauft. Die Rhön- und Saalepost und der Rhön- und Streubote erscheinen im Landkreis Rhön-Grabfeld.

### Redaktion

#### Chefredaktion
- Chefredakteur (seit Oktober 2022): Ivo Knahn
- Stellvertretender Chefredakteur (seit Oktober 2022): Achim Muth

#### Redaktionelle Organisation
Die Redaktionen der Main-Post arbeiten „digital first“, das heißt, alle recherchierten Informationen werden auf mainpost.de und über digitale Kanäle veröffentlicht. Am zentralen Newsdesk in Würzburg entstehen daraus die Zeitungsseiten. 
Das Themenmanagement steuert und plant zentral die wichtigsten Inhalte für die einzelnen Redaktionen. Die Schwerpunktredaktion und die lokalen Redaktionen sind für die Erstellung der journalistischen Inhalte verantwortlich und stellen diese für die Produktion der gedruckten Zeitung zur Verfügung.
An 14 Standorten in Mainfranken recherchieren und veröffentlichen Reporterinnen und Reporter digital aktuelle Informationen und Beiträge zum lokalen und regionalen Geschehen. Am zentralen Newsdesk in Würzburg entstehen daraus die Lokalteile der verschiedenen Zeitungsausgaben für Würzburg, Ochsenfurt, Tauberbischofsheim, Main-Spessart (Lohr/Karlstadt/Gemünden/Marktheidenfeld), Kitzingen, Schweinfurt, Gerolzhofen, Rhön-Grabfeld, Bad Kissingen und Haßberge.
Die überregionalen Seiten wie Politik, Wirtschaft, Sport und Journal werden von der Redaktion der Augsburger Allgemeinen zugeliefert. 

## Auflage
Die Main-Post hat wie die meisten deutschen Tageszeitungen in den vergangenen Jahren an Auflage eingebüßt. Die verkaufte Auflage ist in den vergangenen 10 Jahren um durchschnittlich 2,1 % pro Jahr gesunken. Im vergangenen Jahr hat sie um 5,3 % abgenommen. Die verkaufte Auflage der Tageszeitungen der Mediengruppe Main-Post beträgt im 1. Quartal 2024 97.737 Exemplare, davon 48.194 im Gebiet Würzburg und 31.880 im Raum Schweinfurt (inklusive Bote vom Haßgau). Der Anteil der Abonnements an der verkauften Auflage liegt bei 86,2 Prozent. 
| 1998   | 1999   | 2000   | 2001   | 2002   | 2003   | 2004   | 2005   | 2006   | 2007   | 2008   | 2009   | 2010   | 2011   | 2012   | 2013   | 2014   | 2015   | 2016   | 2017   | 2018   | 2019   | 2020   | 2021   | 2022   | 2023  | 2024  |
| ------ | ------ | ------ | ------ | ------ | ------ | ------ | ------ | ------ | ------ | ------ | ------ | ------ | ------ | ------ | ------ | ------ | ------ | ------ | ------ | ------ | ------ | ------ | ------ | ------ | ----- | ----- |
| 151850 | 151921 | 151344 | 149659 | 149263 | 147332 | 144122 | 142468 | 141106 | 138031 | 135258 | 132149 | 129569 | 127435 | 124600 | 122960 | 120839 | 119349 | 117553 | 115595 | 117420 | 114723 | 111181 | 108924 | 104807 | 99261 | 95331 |

## Online-Angebote

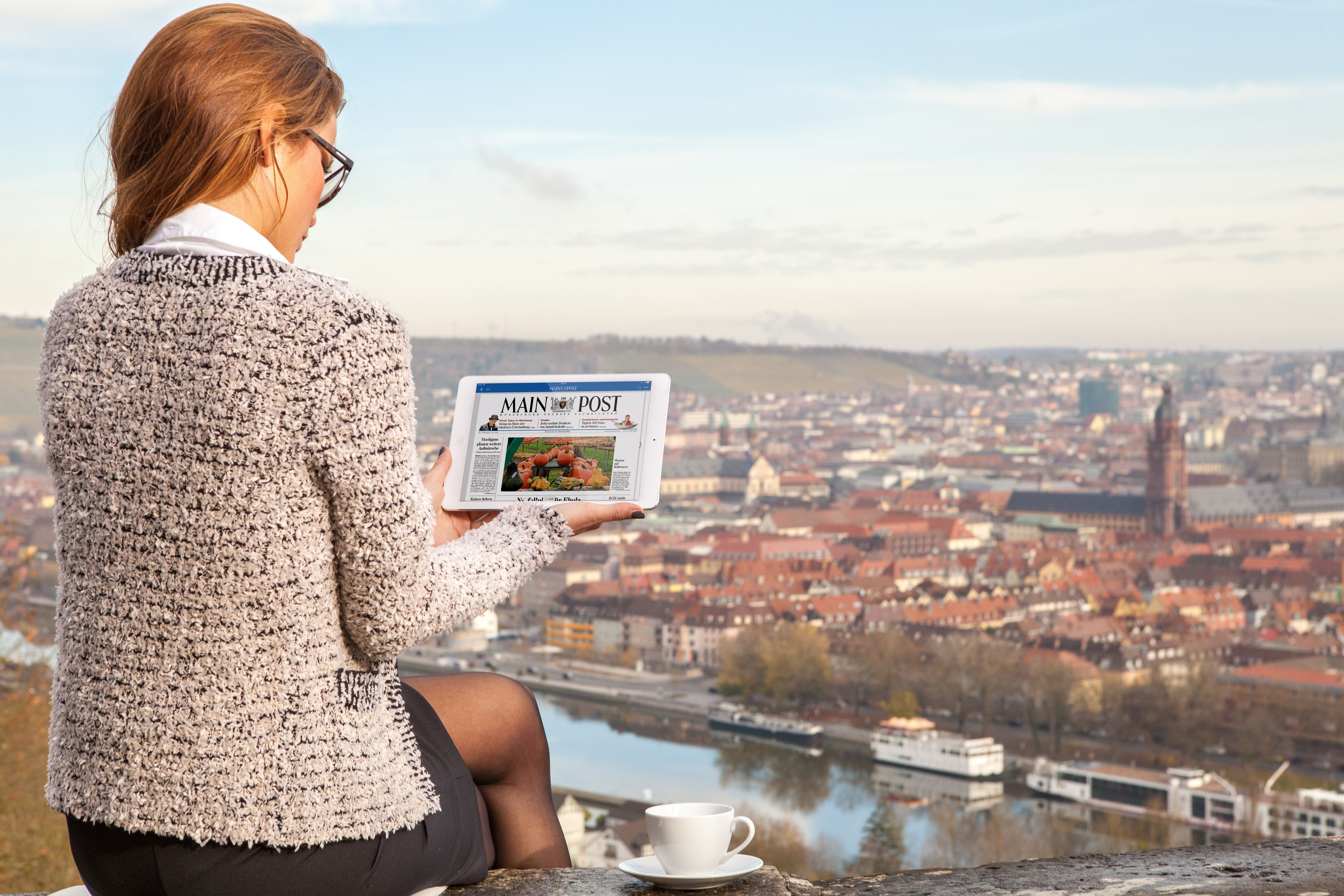
iPad-App der Zeitung

Die Mediengruppe Main-Post produziert, betreibt und vermarktet die Online-Plattformen mainpost.de, mediengruppe-mainpost.de, main-ding.de, fraenkischer-weinfestkalender.de, mainfrankencard.de, evergabe.mainpost.de, obermain.de, mamamia-online.de, wuewowas.de, swity.de, ansbachplus.de und wuerzburgerleben.de.
Seit 2010 bietet die Main-Post ihren Lesern die Möglichkeit, die Tageszeitungen auf dem iPhone oder Android-Smartphone sowie seit 2011 auf Tablets zu lesen. 
Kennzahlen für das journalistische Angebot (Stand: Juni 2024) 
- Besucher auf mainpost.de (Visits): 10 Millionen[16]

- Anzahl der aufgerufenen Seiten (Page Impressions): 31 Millionen

## Podcast
Im Jahre 2021 startete mit „Mordsgespräche“ ein Podcast der Main-Post. Das Format, das dem Genre True Crime zuzurechnen ist, erscheint zweiwöchentlich. Dabei interviewen die Moderatorinnen Silke Schmitt und Desiree Schneider Personen, die sich intensiver mit einem Verbrechensfall aus der Region Unterfranken beschäftigt hat. So war der hauseigene Kriminalreporter Manfred Schweidler schon in mehreren Folgen als Gast zu hören.

## Projekte und Produkte für junge Menschen
KLASSE! ist ein kostenloses multimediales medienpädagogisches Angebot der Mediengruppe Main-Post für alle Schulen. Es besteht seit 1995. KLASSE! hilft Schülerinnen und Schülern, Medien kennenzulernen, sie zu vergleichen und sinnvoll zu nutzen. Teilnehmen können Schulen aller Schularten und jeder Klassenstufe. Empfohlen ist KLASSE ab der Sekundarstufe. Pro Schuljahr nutzen durchschnittlich 1250 Klassen mit über 25.000 Schülerinnen und Schülern das kostenlose Angebot.
Auf dem Online-Portal www.klassemedien.de können Lehrkräfte die für ihren Medienkunde-Unterricht relevanten Themen auswählen. Das Angebot umfasst unterschiedliches Lehrmaterial in Form von Text, Kurzvideo, E-Learning-Module und Quiz. Zu zehn spezifischen Themen sind zusätzlich Webinare für den direkten Einsatz im Unterricht nutzbar. Die Webinare bestehen aus einer Mischung von Informationen und Wissensvermittlung über Moderationen und Kurzvideos sowie Kurzaufgaben und Aufträgen an die Schülerinnen und Schüler im Klassenzimmer. Das gesamte Lehrmaterial des online-Portals ist frei zugänglich und ohne Registrierung nutzbar.
Zusätzlich besteht für Lehrkräfte die Möglichkeit, lokale Medien in ihren Unterricht zu integrieren. Im Einzugsgebiet der Main-Post können Schulklassen über einen Zeitraum von vier Wochen alle digitalen Inhalte nutzen. Förder- und Sonderschulen können über den gleichen Zeitraum die gedruckte Zeitung erhalten. Für die digitalen Zugänge und die Zusendung der Zeitungen ist eine Registrierung erforderlich. Der Einstieg in das Projekt ist das ganze Jahr über möglich und in allen Bestandteilen für Schulen kostenlos.
Das KLASSE-Projekt stand von Anfang an als White-Label-Lösung für andere Verlage zur Verfügung. Inzwischen nutzen 17 Verlage die Produkte von KLASSE für ihre lokalen Schulprojekte.
Pfiffikus: Die Main-Post bot bis Ende 2019 zur Förderung von Kindern zwischen vier und zwölf Jahren Crossmedia-Nachrichten an, darunter täglich für diese Zielgruppe aufbereitete Artikel und wöchentliche Kinderseiten in der Tageszeitung, eine monatlich erscheinende Kinderzeitung und ein speziell darauf zugeschnittenes Online-Angebot pfiffikus.mainpost.de. Das Angebot wurde inzwischen eingestellt.

## Tochterunternehmen

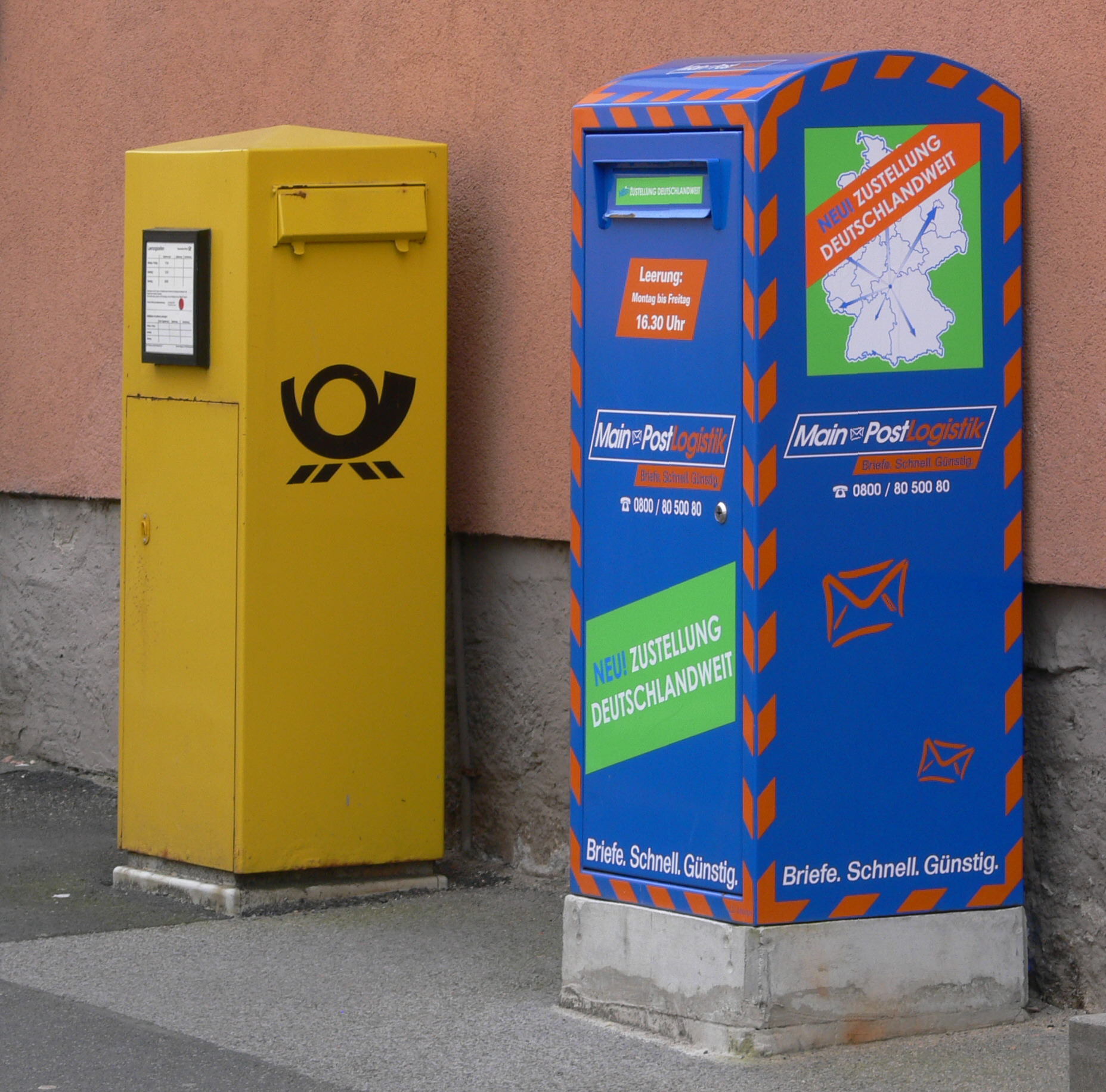
Briefkasten der Main-PostLogistik (rechts) in Münnerstadt

Die Main-Post hat mehrere Töchterunternehmen unter anderem vier Logistikunternehmen:    . 
- Die Main-PostLogistik GmbH mit Sitz in Würzburg

- Die Main-BriefLogistik GmbH mit Sitz in Aschaffenburg

- Die FN-BriefLogistik GmbH mit Sitz in Tauberbischofsheim

- Die BriefLogistik Oberfranken mit Sitz in Bamberg

Mit diesen vier Brieffirmen können Briefsendungen deutschland- und weltweit verschickt werden. Die hierfür genutzten Briefmarken heißen „Labels“. Hierbei handelt es sich um Aufkleber, die mit einem Barcode versehen sind. Durch diesen Strichcode wird eine genaue Sendungsverfolgung der Briefe gewährleistet. 
 Zum Dienstleistungsportfolio gehört aber nicht nur der reine Versand von Standardbriefen, Info- und Warensendungen, sondern zahlreiche weitere Angebote rund um die Postdienstleistung. Dazu zählen beispielsweise Lettershop Services – wie Druck, Personalisierung, Kuvertierung und Frankierung – sowie der digitale/elektronische Briefversand, Botentouren, Poststellenorganisation und Fulfillment (Lagerhaltung). 
Zum Kundenstamm gehören z. B. Unternehmen, Banken, Behörden, Arztpraxen, Autohäuser, Krankenkassen, Energieversorger, Finanzdienstleister, Einzelhändler, Großhändler, Medizinversorger, Möbel- und Einrichtungshäuser. 
Daneben gibt es auch den Agenturbereich Main-Post Corporate, der eine hundertprozentige Tochter des Unternehmens und das Agenturgeschäft für Geschäftskunden. Zu ihren Aufgaben zählt Kampagne-Planung, Erstellung individueller Konzepte und Content für Kunden.  Die Firma wurde 2013 als MainKonzept GmbH gegründet und zum 1. April 2024 in Main-Post Corporate GmbH umbenannt.
An der Papay Landois GmbH beteiligte sich die Mediengruppe im Jahr 2013 mit 51 Prozent. Im Jahr 2022 wurde diese mit der Main-Post GmbH verschmolzen. Das Unternehmen gründete in zahlreichen Städten unter anderem Würzburg, Schweinfurt und Ansbach News Blogs sowie zahlreiche Social Media.

## Soziales Engagement
Über die seit 1945 bestehende Aktion Patenkind sammelt das Unternehmen jährlich etwa 350.000 Euro. Die Spenden, die zu 100 Prozent weitergereicht werden, kommen Bedürftigen im Verbreitungsgebiet der Main-Post zugute. Die Verwaltungskosten trägt die Main-Post.
Mit der Aktion „Zeichen setzen“ wird seit 2003 herausragendes freiwilliges bürgerliches Engagement ausgezeichnet. Unterstützt wird die Aktion vom Erwachsenenbildungshaus Lernwerk Volkersberg.
Mit der Aktion „Vorstand des Jahres“ zeichnet die Main-Post einmal im Jahr verdiente Vorstände von Sportvereinen aus. Daneben werden auch die „Gute Seelen im Verein“ mit einem Preis gewürdigt. Das sind diejenigen Engagierten, die im Hintergrund mitwirken. In der Regel wird eine Auszeichnung für besonderes Engagement in Würzburg-Stadt und eine für den Würzburger Landkreis verliehen. Das Preisgeld beträgt jeweils 1000 Euro. Es gibt daneben einen Sonderpreis für besonders innovative Vereine im Bereich Jugendarbeit oder Inklusion, der mit 500 Euro dotiert ist.

## Preise und Auszeichnungen
Seit 2004 erhält die Mediengruppe Main-Post regelmäßig mehrere Auszeichnungen beim European Newspaper Award für herausragende Zeitungsgestaltung und innovative Konzepte. 2022 gingen sechs der begehrten Preise nach Würzburg. Insgesamt wurde die Main-Post in den letzten Jahren mehrfach, 2024 zum Beispiel mit fünf Preisen für Gestaltung und Konzepte beim Zeitungskongress in Wien ausgezeichnet.  
Mit dem Konrad-Adenauer-Preis für Lokaljournalismus in der Kategorie „Wächteramt“ wurde die Redaktion der Main-Post im Jahr 2018 ausgezeichnet.
Die Redaktion der Main-Post gewann den Journalistenpreis „Medienspiegel“ bereits mehrfach, zuletzt 2022 für die Transparenz bei der Berichterstattung über die Messerattacke, die sich im Juni 2021 auf dem Barbarossaplatz in Würzburg ereignete.
 2024 wurde der Wächterpreis an eine Redakteurin und einen Redakteur der Main-Post verliehen sowie einen freien Journalisten für ihre aufwändige Wasserrecherche.
 Am 19. Juli 2024 vergeben das Netzwerk Klimajournalismus Deutschland und das Netzwerk Recherche erstmals gemeinsam einen Preis für herausragende Klimaberichterstattung. Der „Deutsche Preis für Klimajournalismus 2024“ in der Kategorie „Lokal“ ging an gemeinsame Main-Post/BR-Recherche zum Thema „Wasserentnahmen in Unterfranken“. 
 In den Jahren 2015, 2018 und zuletzt 2019 erhielt die Main-KundenService GmbH mit ihrem Team das Siegel „Best Performer“, das CrossMediaConsulting (CMC) für exzellente Kundenbetreuung verleiht und damit das beste nationale Kundenservice Center der Verlagsbranche kürt. Die CMC misst bei über 50 regionalen und überregionalen Tageszeitungstiteln und Magazinen deren Verkaufs- und Kontaktqualität im Kundenservice. 
Die Mediengruppe Main-Post ist 2017 auf dem Kongress des Bundesverbandes Deutscher Zeitungsverleger (BDZV) in Stuttgart mit dem Innovationspreis NOVA ausgezeichnet worden. Die Main-Post belegte den ersten Platz in der Kategorie „Vermarktungsinnovation“ für das Projekt „Programmatic Publishing“.
Dem Verlag gelang es, automatisierte Prozesse zu entwickeln, mit denen Content und Werbung Online basierend auf dem Nutzerverhalten personalisiert ausgespielt werden können und dadurch eine individuelle, den persönlichen Interessen entsprechende Startseite entsteht. Das Projekt wurde durch den digitalen Entwicklungsbereich der Main-Post mit Unterstützung des Dienstleisters bineos realisiert.